# Pałac w Bogatyni
Pałac w Bogatyni – położony w Bogatyni, przy ul. Dąbrowskiego 22c.

## Historia
Zespół pałacowy wybudowany na przełomie XVIII/XIX wieku, przebudowany pod koniec XIX wieku przez rodzinę Modrachów w dawnej wsi Markocice (Markersdorf). 

## Architektura
Pałac to budowla murowana, wzniesiona na planie prostokąta, dwutraktowa, nakryty łamanym dachem czterospadowym z lukarnami, krytym dachówką karpiówką z drugim piętrem na poddaszu. Na środku dachu znajduje się wieżyczka. Budynek jest otynkowany, środkowa część fasady to ryzalit, dzielony pilastrami, podniesiony o piętro, zwieńczony tympanonem, w którym znajduje się kartusz z herbem właścicieli.
 Obiekt jest częścią zespołu pałacowo-folwarcznego, w skład którego wchodzą jeszcze: park, folwark: budynek gospodarczo-mieszkalny, kuźnia, obora, stajnia, wozownia.